# Per Grevér
Per Olof Grevér, född 16 augusti 1931 i Arby församling, Kalmar län, död 20 juni 2012 i Stenungsund, var en svensk journalist och programledare. Han var politisk reporter i TV och programledare för Kvällsöppet i början av 1970-talet.
Per Grevér var under sitt ursprungliga namn Per-Olof Olofsson ungdomspastor och musikledare inom Pingströrelsen åren 1951–1955 och spelade in en del grammofonskivor, där han sjöng andliga sånger. Han övergick till journalistiken och var reporter för den av pingströrelsen ägda IBRA radio 1955–1958. Han rekryterades sedan av Sveriges Radio där han var verksam från 1959. Under ett uppehåll därifrån 1969 var han var informationschef vid Statskontoret. På 1990-talet var han producent för TV-serien Sjung för Guds skull.